# Atomic Energy WITCH
Atomic Energy WITCH (WITCH) је професионални рачунар, производ фирме Atomic Energy Authority (UK) који је почео да се израђује у Уједињеном Краљевству током 1948. године.
Користио је релеје као прекидачке елементе а RAM меморија рачунара WITCH је имала капацитет од 32 KB. 

## Детаљни подаци
Детаљнији подаци о рачунару WITCH су дати у табели испод.
|                       |                       |
| [ 1 ]                 |                       |
| Произвођач            |                       |
| Тип                   | професионални рачунар |
| Меморија              | 32 KB                 |
| Поријекло             | Уједињено Краљевство  |
| Година                | 1948                  |
| Тастатура             |                       |
| Процесор              |                       |
| Фреквенција процесора |                       |
| RAM                   | 32 KB                 |
| ROM                   |                       |
| Текст                 |                       |
| Графика               | нема                  |
| Боја                  | нема                  |
| Звук                  | нема                  |
| Димензије             | непознато             |
| Портови               |                       |
| Оперативни систем     |                       |